# Taxithelium rhizophoreti
Taxithelium rhizophoreti är en bladmossart som beskrevs av Brotherus 1908. Taxithelium rhizophoreti ingår i släktet Taxithelium och familjen Sematophyllaceae. Inga underarter finns listade i Catalogue of Life.